# 凱塔尼夫卡 (傑拉日尼亞區)
49°13′47″N 27°41′35″E / 49.22972°N 27.69306°E
凱塔尼夫卡（烏克蘭語：Кайтанівка）是位於烏克蘭西部的村莊，由赫梅利尼茨基州裡赫梅利尼茨基區的沃夫科溫齊市鎮負責管轄。該村始建於1649年，面積1.2平方公里，海拔高度341米，2001年人口245。